# Bom Jesus do Amparo
Bom Jesus do Amparo este un oraș în unitatea federativă Minas Gerais (MG), Brazilia.